# Episodi di Code Lyoko

Logo della serie

Lista degli episodi della serie animata francese Code Lyoko. Sia in Francia che in Italia, le due parti del prequel sono state trasmesse dopo la terza stagione.

## Prequel
| N°          | N°   | Titolo originale francese  | Titolo italiano                | Prima TV Francia | Prima TV Italia | Trama |
| ----------- | ---- | -------------------------- | ------------------------------ | ---------------- | --------------- | --- |
| 0 (parte 1) | 59.1 | Le réveil de XANA partie 1 | Il risveglio di XANA - Parte 1 | 21 ottobre 2006  | 14 gennaio 2011 | Jeremy trova un supercomputer in una fabbrica abbandonata. Scopre che il supercomputer esegue un mondo virtuale parallelo alla Terra, chiamato Lyoko, insieme ad un'intelligenza artificiale che Jeremy decide di chiamare Maya. Jeremy cerca di aiutare Maya il più possibile, provando a capire ciò che sta facendo su Lyoko. Dopo aver acceso il supercomputer, strani eventi iniziano ad affliggere Jeremy. Egli trova nuovi amici, ai quali rivela questo suo segreto. Ulrich incontra la misteriosa ma bellissima Yumi, che lo batte in un duello con suo grande shock. |
| 0 (parte 2) | 59.2 | Le réveil de XANA partie 2 | Il risveglio di XANA - Parte 2 | 21 ottobre 2006  | 15 gennaio 2011 | Comprendendo che il supercomputer rappresenta un grande pericolo, Jeremy accoglie il consiglio dei suoi tre nuovi amici e decide di spegnerlo, ma non prima di materializzare Maya (Aelita) nel mondo reale. Nel frattempo, gli strani eventi diventano un problema costante, quando una sfera elettrica inizia a dare la caccia a Jeremy e ai suoi amici. Quando la sfera attacca Ulrich e Yumi, quest'ultima vuole capire cosa stia succedendo, costringendo Ulrich a portarla al supercomputer con lui. In un viaggio su Lyoko, Ulrich, Odd e la nuova aggiunta Yumi lavorano insieme per portare Maya alla torre rossa, supponendo che la porterà nel mondo reale. Questa ipotesi è falsa: con la disattivazione della torre rossa si ferma l'attacco sulla Terra, ma Maya non può essere materializzata. Jeremy poi scopre un altro essere senziente, un'intelligenza artificiale maligna chiamata "XANA", che sta causando gli attacchi nel mondo reale. Maya, durante la disattivazione della torre, scopre che il suo vero nome è Aelita. Aelita suggerisce di spegnere il supercomputer, ma il gruppo decide di aiutare Jeremy fino a quando Aelita sarà materializzata con successo nel mondo reale. Così nascono i Guerrieri Lyoko. |

## Prima stagione
| N° | Titolo originale francese | Titolo italiano         | Prima TV Francia  | Prima TV Italia  | Trama |
| -- | ------------------------- | ----------------------- | ----------------- | ---------------- | --- |
| 1  | Teddygozilla              | Il mostro di peluche    | 3 settembre 2003  | 4 febbraio 2009  | Al collegio Kadic viene organizzato il ballo di inizio anno. Sissi, la figlia del preside Delmas, vorrebbe andarci con Ulrich Stern, che però sceglie Yumi Ishiyama. Nel mentre, dal mondo virtuale di Lyoko, Aelita si mette in contatto con Jeremy Belpois per avvisarlo che l'intelligenza artificiale XANA sta per attaccare il mondo reale, usando un gigantesco orso di peluche posseduto da uno spettro polimorfo. Jeremy chiede quindi l'aiuto del suo amico Odd della Robbia che, mentre Ulrich e Yumi sono impegnati a difendere gli studenti dal mostro, dovrà virtualizzarsi su Lyoko e aiutare Aelita a disattivare la torre con cui XANA interagisce col mondo reale. La torre viene disattivata, e grazie al Ritorno al Passato tutti, ad eccezione di Ulrich e i suoi compagni, dimenticano l'accaduto.                                       |
| 2  | Le voir pour le croire    | Corsa contro il tempo   | 10 settembre 2003 | 5 febbraio 2009  | Il signor Delmas consente a Odd di iniziare il casting per una rock band tradizionale, chiamata "Pop rock progressisti". Hanno bisogno di un batterista, e molti provano per la posizione, tra cui Nicolas. Nicolas risulta essere il migliore, ma Odd non vuole avere niente a che fare con lui. Nel frattempo, il collegio Kadic e l'intera Parigi sono interessati da continui blackout. Jeremy scopre che XANA sta sovraccaricando le linee elettriche attorno alla città per far collassare una vicina centrale nucleare provocando una fusione del reattore. I Guerrieri Lyoko devono disattivare la torre prima che la città si trasforma in un deserto nucleare, e prima che le autorità scoprano il supercomputer. Alla fine, la torre viene disattivata, e dopo un ritorno al passato, Nicolas e Jim entrano a far parte dei Pop rock progressisti. |
| 3  | Vacances dans la brume    | Una vacanza movimentata | 17 settembre 2003 | 6 febbraio 2009  | Si avvicinano le vacanze e, per evitare che il supercomputer resti incustodito, Jeremy si fa mettere di proposito in punizione prendendosi la colpa di un murale dedicato a Jim, il professore di ginnastica. L'espediente si rivela provvidenziale, perché di lì a breve XANA sferra un nuovo attacco, che mette in pericolo in particolare Ulrich, Sissi e lo stesso Jim. |
| 4  | Carnet de bord            | Diari segreti           | 24 settembre 2003 | 7 febbraio 2009  | Sissi si appropria del diario di Ulrich, sul quale sono annotati pensieri e aneddoti relativi alla sua esperienza su Lyoko. Mentre Jeremy e Yumi cercano di recuperarlo, XANA lancia un attacco prendendo il controllo dell'autobus scolastico. |
| 5  | Big bogue                 | Virus letale            | 1º ottobre 2003   | 8 febbraio 2009  | XANA infetta con un virus la rete ferroviaria, prendendo il controllo di due treni automatizzati, uno dei quali trasporta materiale radioattivo, per fare in modo che si scontrino in prossimità del collegio. Nel mentre, Sissi scopre che Odd nasconde in camera il suo cane Kiwi, violando le regole dell'istituto. Dicendolo a Jim, complica il lavoro di Jeremy e degli altri per sventare la catastrofe. |
| 6  | Cruel dilemme             | Il grande dilemma       | 8 ottobre 2003    | 9 febbraio 2009  | Jeremy riesce a mettere a punto un programma in grado di virtualizzare Aelita nel mondo reale, cosa che permetterebbe al gruppo di spegnere il supercomputer e distruggere XANA. Quella stessa notte, però, l'intelligenza artificiale attacca nuovamente, e nella battaglia che ne segue Yumi cade nel Mare Digitale su cui galleggia Lyoko, da dove le sarebbe impossibile tornare indietro. Jeremy riesce a salvarla usando il programma sviluppato per Aelita, rimandando la fine della guerra. |
| 7  | Problème d'image          | Problemi di immagine    | 15 ottobre 2003   | 10 febbraio 2009 | Yumi scompare durante una missione, salvo poi riapparire poco tempo dopo nel mondo reale completamente cambiata, quasi irriconoscibile. Prima si comporta in modo aggressivo con l'infermiera della scuola, quindi corteggia Jeremy, ingelosendo Ulrich. In seguito, i ragazzi scoprono che si tratta in realtà di uno spettro polimorfo, e che la vera Yumi si trova ancora su Lyoko, prigioniera di XANA. |
| 8  | Clap de fin               | Lezione di cinema       | 22 ottobre 2003   | 11 febbraio 2009 | Un famoso regista americano sceglie la fabbrica che ospita il supercomputer per girare il suo prossimo film. I ragazzi tentano di dissuaderlo, ma il regista si mostra irremovibile; inoltre, Ulrich e Sissi vengono selezionati come comparse. XANA, però, invia nel mondo reale uno dei suoi spettri, che prende il controllo del mostro meccanico protagonista del film ed attacca il gruppo. |
| 9  | Satellite                 | Onde pericolose         | 29 ottobre 2003   | 12 febbraio 2009 | Dopo aver fatto suonare i telefoni cellulari di tutti gli studenti del collegio, comportandone il sequestro da parte dei professori, XANA riprogramma un satellite laser militare puntandolo contro Yumi e, quando i ragazzi lo scoprono, non avendo Yumi il cellulare, non possono avvisarla del pericolo. |
| 10 | Créature de rêve          | La ragazza dei sogni    | 5 novembre 2003   | 13 febbraio 2009 | Jeremy sperimenta un nuovo programma per virtualizzare Aelita, che apparentemente si rivela un fallimento. Sennonché, il giorno dopo, una ragazza di nome Talia, incredibilmente somigliante ad Aelita, si presenta a scuola. Malgrado la ragazza dica di non conoscerli, Jeremy si convince che il suo esperimento sia riuscito, visto e considerato che Aelita sembra scomparsa da Lyoko, e mostra a Talia la fabbrica. Ma Talia non è Aelita, poiché la vera Aelita è stata imprigionata da XANA. Questi invia uno spettro polimorfo a prendere possesso di un'armatura da samurai che Yumi ha portato al collegio per un progetto di storia. |
| 11 | Enragés                   | L'invasione dei ratti   | 12 novembre 2003  | 14 febbraio 2009 | A Jeremy viene proposto di trasferirsi in una scuola per geni, ma, se da una parte vorrebbe accettarla, dall'altra non se la sente di abbandonare i suoi amici. Intanto, XANA prende il controllo di un ratto che vive nei sotterranei del collegio, e che in poco tempo diffonde il contagio tra tutti i suoi simili creando un'orda di topi che si abbatte sulla scuola. Dal momento che Jeremy è prigioniero dei topi, Yumi e gli altri sono costretti a cavarsela da soli. |
| 12 | Attaque en piqué          | Un subdolo inganno      | 19 novembre 2003  | 15 febbraio 2009 | Ulrich riceve una lettera d'amore, e dal momento che non se ne conosce l'autore il rapporto tra lui e Yumi si complica notevolmente. Intanto, XANA prende il controllo di una colonia di calabroni che vive nel parco della scuola, usandoli per attaccare il gruppo. Alla fine si scopre che il mittente della lettera è Sissi, il cui piano era proprio spingere Yumi e Ulrich alla rottura. |
| 13 | D'un cheveu!              | Per un pelo!            | 26 novembre 2003  | 16 febbraio 2009 | Jeremy riesce a materializzare un capello di Aelita, ma poco dopo si accorge che, nel farlo, ha danneggiato il suo avatar, il che finirà per cancellarla qualora dovesse disattivare nuovamente una torre. In quel momento, XANA attacca di nuovo, usando gli ultrasuoni per provocare terremoti che minano l'integrità della scuola. |
| 14 | Piège                     | Trappola mortale        | 3 dicembre 2003   | 17 febbraio 2009 | XANA lancia un violento attacco al mondo reale, intrappolando i ragazzi in vari punti della fabbrica nel tentativo di ucciderli. Sissi, che aveva seguito il gruppo sospettando tramassero qualcosa di losco, rimane bloccata con Ulrich nell'ascensore e, trascorrendo del tempo con lei, Ulrich capisce che è molto meno cattiva e superficiale di quanto voglia apparire. |
| 15 | Crise de rire             | Morire dal ridere       | 10 dicembre 2003  | 18 febbraio 2009 | XANA disperde una nuvola di gas esilarante sul collegio. In principio, l'attacco non sembra drammatico, ma i ragazzi si ricredono quando Jeremy spiega loro che morire dal ridere non è solo un modo di dire, ma che è un evento che in determinati casi può verificarsi per davvero. |
| 16 | Claustrophobie            | Claustrofobia           | 17 dicembre 2003  | 19 febbraio 2009 | Theo, un nuovo studente, intreccia un bel rapporto con Sissi, ingelosendo Hervé, uno dei membri del gruppo di Sissi, a sua volta attratto da lei. A complicare le cose ci si mette XANA, che usando la corrente elettrica intrappola tutti i ragazzi, ad eccezione di Yumi e Jeremy, nel refettorio della scuola. |
| 17 | Mémoire morte             | Perdita di memoria      | 24 dicembre 2003  | 20 febbraio 2009 | Ulrich viene infettato con un nanovirus sviluppato da XANA che gli provoca un'amnesia. Sissi tenta di sfruttare la situazione per farlo innamorare di lei; mentre il contagio si diffonde in tutta la scuola, una volta portatolo su Lyoko Jeremy e gli altri sono costretti ad insegnargli tutto da capo. |
| 18 | Musique mortelle          | Musica mortale          | 31 dicembre 2003  | 21 febbraio 2009 | Su internet spopola una nuova canzone, dal titolo "Non vincerete mai", e Odd se ne innamora, così come buona parte degli studenti del collegio. La canzone però è stata creata da XANA, e sfrutta una particolare lunghezza d'onda per indurre in stato catatonico tutti coloro che l'ascoltano, portandoli in poco tempo alla morte. |
| 19 | Frontière                 | Ultima frontiera        | 7 gennaio 2004    | 22 febbraio 2009 | Jeremy, frustrato per l'incapacità di creare un programma di devirtualizzazione, litiga con Aelita, e il giorno dopo, all'insaputa di tutti, decide di andare personalmente su Lyoko per chiarire e farsi perdonare. A causa di un imprevisto rimane intrappolato in un limbo tra i due mondi, in cui la sua esistenza si spegne poco a poco. Collaborando con Aelita, Ulrich e gli altri devono cercare un modo per salvarlo. |
| 20 | L'âme des robots          | XANA e i suoi robots    | 14 gennaio 2004   | 23 febbraio 2009 | Al collegio si tiene una competizione sportiva tra robot che vede scontrarsi tra di loro Jeremy ed Hervé. Hervé riesce a vincere barando, e poco dopo la scuola viene attaccata da un esercito di robot assemblati da XANA nella fabbrica del supercomputer. Dal momento che Jeremy è impegnato su Lyoko, le speranze per i ragazzi di fermare i robot sono affidate a Hervé. |
| 21 | Gravité zéro              | Gravità zero            | 21 gennaio 2004   | 24 febbraio 2009 | Ulrich è molto teso, perché di lì a breve dovrà giocare un'importante partita di calcio alla quale assisterà anche il suo severo padre, sempre pronto a fargli notare tutti i suoi fallimenti, cosa che lo costringe anche a sacrificare i suoi doveri di Guerriero Lyoko. Proprio in quel momento XANA lancia un nuovo attacco, manipolando la gravità attorno al collegio per spedirlo in orbita assieme a tutti i suoi occupanti. |
| 22 | Routine                   | Gelosia                 | 28 gennaio 2004   | 25 febbraio 2009 | I ragazzi sono stressati per i continui attacchi di XANA, cosa che influenza negativamente il loro rapporto, e in particolare quello tra Ulrich e Yumi. Quando poi Ulrich inizia a frequentare Emily, una ragazza dell'ultimo anno, la frattura tra lui e Yumi sembra diventare insanabile. L'ennesimo attacco di XANA cambia tutto. |
| 23 | 36e dessous               | Odd innamorato          | 4 febbraio 2004   | 26 febbraio 2009 | Odd perde la testa per Sam, una ragazza più grande di un'altra scuola, fredda e aggressiva, che finisce per metterlo nei guai quando questa ruba un computer facendogli rischiare l'espulsione. Tuttavia, quando la ragazza finisce in pericolo per via di un attacco di XANA, Odd decide comunque di salvarla. |
| 24 | Canal fantôme             | Dimensione parallela    | 11 febbraio 2004  | 27 febbraio 2009 | Di ritorno da una missione, Ulrich, Yumi e Odd cadono vittime di una trappola di XANA che, assunte le sembianze di Jeremy, li rinchiude a loro insaputa in una bolla virtuale che riproduce fedelmente il collegio facendo loro credere di essere tornati nel mondo reale. Il vero Jeremy non ha quindi altra scelta che entrare a sua volta in Lyoko per tentare di salvare i suoi amici. |
| 25 | Code Terre                | Codice Terra            | 18 febbraio 2004  | 28 febbraio 2009 | Jeremy riesce a terminare il programma di virtualizzazione per Aelita. Il giorno prescelto per metterlo in funzione, però, il ragazzo si storce una caviglia a causa di Jim, che lo fa cadere per sbaglio dalle scale. Jim viene quindi licenziato, ma Jeremy, che ha bisogno di lui per tornare alla fabbrica, promette di toglierlo dai guai in cambio del suo aiuto. Jim porta quindi Jeremy alla fabbrica, dove assiste assieme agli altri alla materializzazione di Aelita. |
| 26 | Faux départ               | Andata e ritorno        | 25 febbraio 2004  | 1º marzo 2009    | Aelita viene presentata alla classe come cugina di Odd, e sembra che finalmente le avventure dei ragazzi su Lyoko siano giunte alla fine. Sennonché, quando Jeremy e gli altri cercano di spegnere il supercomputer, Aelita ha uno svenimento, e si scopre così che XANA è riuscito a legarla a sé, cosicché la sua morte comporterebbe anche quella di Aelita. Di lì a poco, sfruttando uno scanner difettoso, XANA lancia i suoi mostri direttamente contro il collegio. |

## Seconda stagione
| N°      | Titolo originale francese | Titolo italiano            | Prima TV Francia  | Prima TV Italia | Trama |
| ------- | ------------------------- | -------------------------- | ----------------- | --------------- | --- |
| 1 (27)  | Nouvelle donne            | Una studentessa come tutti | 31 agosto 2005    | 5 marzo 2010    | Malgrado Aelita sia ormai diventata un essere umano, i ragazzi sono impossibilitati a spegnere il supercomputer, a causa del legame che XANA ha creato tra se stesso ed Aelita. Jeremy decide quindi di aggiornare Lyoko, potenziando gli avatar dei compagni e creando dei veicoli che permettano loro di spostarsi più rapidamente nel mondo virtuale. Anche XANA però si è evoluto e ha dato vita ad un nuovo tipo di mostro, la Tarantula. Intanto, al collegio, oltre ad Aelita arriva un nuovo studente, William Dunbar, che si mostra subito attratto da Yumi. Nello stesso momento, Aelita trova i resti di una vecchia casa abbandonata, l'Ermitage, e lì ha delle visioni nelle quali lei appare assieme a un uomo. |
| 2 (28)  | Terre inconnue            | Territorio proibito        | 7 settembre 2005  | 6 marzo 2010    | Indagando sull'Ermitage, Jeremy scopre che la casa era di proprietà di Franz Hopper, un ex-insegnante della Kadic scomparso nel nulla alcuni anni prima. Inoltre, esplorando la casa, viene ritrovato un diario contenente informazioni su Lyoko, in particolare su un Quinto Settore. Nel frattempo Aelita, anche a causa dei dispetti di Sissi, si sente sempre più a disagio nel mondo reale, ed avventuratasi su Lyoko scopre casualmente il Quinto Settore, ovvero il Nucleo. Qui viene però attaccata da un nuovo mostro, lo Scyphozoa, che scansiona parte della sua memoria prima che Ulrich e gli altri intervengano a salvarla. |
| 3 (29)  | Exploration               | Esplorazione               | 14 settembre 2005 | 7 marzo 2010    | I ragazzi decidono di esplorare il Nucleo per cercare informazioni che permettano loro di rompere il legame tra Aelita e XANA e poter così spegnere il supercomputer. Il settore, però, si rivela particolarmente pericoloso, oltre che infestato da trappole e da due nuovi mostri, il Creeper e le Mante. Nel mentre, Yumi è sottoposta a grandi pressioni, poiché i suoi genitori hanno iniziato a sospettare che la loro figlia nasconda qualcosa. |
| 4 (30)  | Un grand jour             | Salto indietro nel tempo   | 21 settembre 2005 | 8 marzo 2010    | XANA lancia un attacco insolito: infatti, dopo aver infettato il supercomputer, lancia ogni dodici ore il Ritorno al Passato, costringendo i ragazzi a rivivere sempre lo stesso giorno. La situazione è resa ancora più complicata dal fatto che Sissi ha scoperto la falsa identità di Aelita e minaccia di parlarne con suo padre. Alla fine, Jeremy capisce che ad ogni Ritorno al Passato XANA diventa più potente, cosa che costringerà i ragazzi a servirsene con molta più prudenza. |
| 5 (31)  | Mister Pück               | Mister Puck                | 28 settembre 2005 | 9 marzo 2010    | Aelita continua ad avere delle visioni riguardanti un pupazzo di nome Mister Puck, così i ragazzi decidono di tornare all'Ermitage per cercarlo. Trovatolo, al suo interno rinvengono una chiave, la quale a sua volta conduce ad un armadietto della scuola Kadic contenente il diario informatico criptato di Franz Hopper. Poco dopo, XANA invia uno spettro polimorfo che prende il controllo di Jeremy, dimostrando così che il nemico è diventato così potente da poter arrivare a possedere gli esseri umani. Inoltre, fa la sua ricomparsa anche lo Scyphozoa. |
| 6 (32)  | Saint Valentin            | Il giorno di San Valentino | 5 ottobre 2005    | 10 marzo 2010   | È San Valentino. Un misterioso spasimante, in realtà posseduto da XANA, regala un pericoloso pendente ad Aelita, provocando attriti tra Odd e Jeremy che si accusano a vicenda di esserne il mittente, mentre le intromissioni di Sissi e William causano problemi tra Ulrich e Yumi. |
| 7 (33)  | Mix final                 | Festa di fine anno         | 12 ottobre 2005   | 11 marzo 2010   | Alla scuola si sta organizzando una grande festa da ballo, e Aelita, nell'organizzarla, dimostra un grande talento con il mixer, tanto che William le affida il ruolo di DJ. Nel bel mezzo della festa, però, Aelita viene assalita da Jim che, posseduto da uno spettro, la spedisce su Lyoko per farla attaccare dallo Scyphozoa. La situazione degenera a tal punto che si rende necessario un Ritorno al Passato, anche se questo darà modo a Odd di rimediare al tremendo compito in classe che aveva sostenuto prima della festa. |
| 8 (34)  | Chaînon manquant          | L'altra Sissi              | 19 ottobre 2005   | 12 marzo 2010   | Ulrich è sempre più geloso del rapporto tra Yumi e William, e i due finiscono con il litigare. Poco dopo, però, lo Scyphozoa attacca Yumi, privandola di parte del suo DNA digitale ed impedendole in questo modo di fare ritorno sulla Terra. Dal momento che per quel giorno la classe di Yumi ha in programma di fare la foto di gruppo per la scuola, i ragazzi fanno affidamento su Sissi, che dovrà coprire l'assenza di Yumi prendendone il posto. |
| 9 (35)  | Les jeux sont faits       | Ritorno a casa             | 26 ottobre 2005   | 13 marzo 2010   | Il padre di Yumi perde il lavoro e la famiglia Ishiyama decide di rientrare in Giappone. Pur sapendo di rendere XANA più potente, Ulrich, venuto per caso a conoscenza dei numeri vincenti della lotteria, usa il Ritorno al Passato per fare in modo che il signor Ishiyama vinca una grossa fortuna. Yumi e gli altri però non accettano l'iniziativa di Ulrich e lo espellono dal gruppo. Alla fine lo strappo viene ricucito e il signor Ishiyama trova un nuovo lavoro che consente alla famiglia di rimanere in Francia. |
| 10 (36) | Marabounta                | Marabunta                  | 2 novembre 2005   | 14 marzo 2010   | Jeremy mette a punto un nuovo virus informatico, Marabunta, in grado di riconoscere e distruggere i mostri di XANA. Quando decide di testarlo, però, il virus inizia a moltiplicarsi in modo incontrollato, arrivando ad attaccare Aelita scambiandola per un nemico a causa del legame tra lei e XANA. I ragazzi si trovano quindi nell'insolita situazione di combattere Marabunta al fianco di XANA che invia i suoi mostri ad aiutare i ragazzi per fermare la minaccia. Intanto Ulrich cade in depressione dopo aver tentato di impressionare Yumi in piscina fallendo miseramente. Sarà proprio William a spingerlo a uscire dal suo turbamento e spronarlo che se non dice a Yumi ciò che prova sarà lui a farlo. Le parole di William spingono Ulrich a giungere in soccorso degli amici aiutandoli a sconfiggere assieme a XANA il Marabunta. Vinta la lotta XANA scioglie l'alleanza facendo capire che saranno nuovamente nemici la prossima volta. |
| 11 (37) | Intérêt commun            | Per il bene comune         | 9 novembre 2005   | 15 marzo 2010   | Aelita sviene improvvisamente e viene ricoverata in ospedale, dove lotta per sopravvivere. Anche su Lyoko accadono cose strane. Jeremy scopre che la batteria all'uranio che alimenta il supercomputer si sta esaurendo, e che nel momento in cui si scaricherà del tutto Lyoko scomparirà assieme a XANA, che finirà però per portare con sé anche Aelita. Ancora una volta, quindi, XANA e i ragazzi devono collaborare per risolvere il problema. |
| 12 (38) | Tentation                 | I diari di Jeremy          | 7 dicembre 2005   | 16 marzo 2010   | Jeremy inizia a comportarsi in modo strano, quasi paranoico, fino al momento in cui ha un collasso che lo porta in ospedale. Indagando, Yumi e gli altri scoprono che il loro amico poco tempo prima aveva iniziato a sperimentare su di sé un metodo di apprendimento veloce, ideato da Franz Hopper, per trovare un modo per aiutare Aelita, il quale, però, a lungo andare ha finito per causargli gravi problemi psicofisici. |
| 13 (39) | Mauvaise conduite         | Fuori combattimento        | 16 novembre 2005  | 17 marzo 2010   | Ulrich sorprende casualmente Yumi e William in atteggiamento intimo, cosa che provoca un attrito all'interno del gruppo. Il giorno dopo, XANA lancia un nuovo attacco al mondo reale inviandovi alcuni dei suoi mostri, ma i ragazzi riescono a contrastarli grazie anche all'aiuto di William. |
| 14 (40) | Contagion                 | L'attacco degli zombie     | 23 novembre 2005  | 18 marzo 2010   | XANA infetta Kiwi con un virus che può essere trasmesso tramite il morso di chiunque ne sia infetto, ed il cane in poco tempo lo diffonde all'intero collegio, facendo vivere ai pochi superstiti intrappolati nel refettorio un'avventura in stile La notte dei morti viventi. |
| 15 (41) | Ultimatum                 | L'ultimatum                | 30 novembre 2005  | 19 marzo 2010   | XANA prende il controllo del preside Delmas, rapendo Odd e Yumi e lanciando a Jeremy un ultimatum: la consegna di Aelita allo Scyphozoa in cambio della salvezza dei suoi compagni. Per una serie di circostanze, Sissi finisce per aiutare il gruppo seguendoli alla fabbrica e, una volta qui, dal momento che Jeremy non è intenzionato ad assecondare XANA, Aelita le chiede aiuto per accettare la proposta del nemico. |
| 16 (42) | Désordre                  | Un bel pasticcio           | 14 dicembre 2005  | 20 marzo 2010   | Di ritorno dall'ennesima missione a Lyoko, a causa di un problema nel programma che regola gli scanner, Yumi e Odd si ritrovano con i corpi scambiati, trovandosi quindi costretti a trascorrere un intero giorno nei panni l'uno dell'altra. La cosa crea non poche situazioni imbarazzanti sia a Yumi (che deve scontare le conseguenze delle avventure romantiche di Odd) che a Odd (che prima mangia il sushi con la forchetta davanti alla famiglia di Yumi e poi confonde i saluti in giapponese con quelli in cinese), ma la situazione rischia di virare sul drammatico quando Jeremy si accorge che a lungo andare i loro corpi si stanno disintegrando. Nella missione per riportare tutto alla normalità i due ragazzi si ritrovano quindi costretti a scambiarsi, oltre al corpo fisico, anche gli avatar. |
| 17 (43) | Mon meilleur ennemi       | Il bacio di XANA           | 11 gennaio 2006   | 21 marzo 2010   | XANA invia uno spettro polimorfo alla scuola, il quale, cambiando continuamente aspetto e distribuendo baci in ogni direzione, inizia a seminare zizzania tra i membri del gruppo, che si accusano l'un l'altro di infedeltà. |
| 18 (44) | Vertige                   | Vertigini                  | 11 gennaio 2006   | 22 marzo 2010   | Jeremy mette a punto un antivirus da somministrare ad Aelita per recidere il suo legame con XANA, ma poco dopo averglielo iniettato la ragazza diventa invisibile, perciò il programma deve essere eliminato. Nel mentre, Ulrich si trova costretto a fare i conti con la sua paura per le altezze durante l'ennesimo attacco nemico. |
| 19 (45) | Guerre froide             | Attacco sotto zero         | 18 gennaio 2006   | 23 marzo 2010   | XANA inizia a lanciare una serie di falsi attacchi per tenere Jeremy e gli altri in un perenne stato di tensione pregiudicandone le capacità in battaglia. Così, quando il vero attacco si scatena per davvero sotto forma di una violenta tempesta di neve, i ragazzi si trovano inizialmente impreparati a contrastarlo, al punto che Yumi arriva a rischiare la vita. |
| 20 (46) | Empreintes                | Oscure visioni             | 18 gennaio 2006   | 24 marzo 2010   | Aelita è tormentata da continue visioni in cui viene inseguita da uomini in nero che assomigliano ad agenti governativi. Per scoprire da dove arrivino queste immagini si reca prima all'Ermitage e poi su Lyoko, senza sapere che in realtà si tratta dell'ennesimo attacco di XANA volto a spingerla dritta verso lo Scyphozoa. |
| 21 (47) | Au meilleur de sa forme   | In perfetta forma          | 25 gennaio 2006   | 25 marzo 2010   | Durante l'annuale visita medica, XANA prende il controllo della dottoressa Yolanda, il medico della Kadic, per portare Aelita a Lyoko. Jeremy, nel frattempo, è riuscito a mettere a punto un programma in grado di conferire ad un essere umano gli stessi poteri di una persona posseduta, e con l'approvazione del gruppo decide di usarlo su Odd per dargli modo di poter lottare con la dottoressa ad armi pari. |
| 22 (48) | Esprit frappeur           | Il fantasma di XANA        | 25 gennaio 2006   | 26 marzo 2010   | Nella scuola si diffonde la voce che il locale caldaie sia infestato dal fantasma di un vecchio guardiano, così Sissi, con l'aiuto di Ulrich, organizza una seduta spiritica per poterlo evocare. Al posto del fantasma, però, appare un nuovo tipo di spettro polimorfo, capace di aggredire i ragazzi rimanendo invisibile, proprio come uno spettro. |
| 23 (49) | Franz Hopper              | Franz Hopper               | 1º febbraio 2006  | 27 marzo 2010   | Un giorno, recandosi alla fabbrica, Jeremy e gli altri vi trovano nientemeno che Franz Hopper, il creatore del mondo di Lyoko. Lo scienziato accusa Jeremy di aver voluto giocare con qualcosa che andava al di là della sua comprensione, avendo usato il programma di virtualizzazione prima che fosse completato, con gravi rischi per l'incolumità dei suoi compagni. Ciò causa una spaccatura tra Jeremy e il resto del gruppo, al punto che il ragazzo accetta la proposta del padre di trasferirsi in una scuola per studenti dotati. In realtà, il sedicente Franz Hopper è XANA. |
| 24 (50) | Contact                   | Contatto                   | 1º febbraio 2006  | 28 marzo 2010   | Durante la proiezione di un cortometraggio girato da Odd, Sissi inizia a parlare in una lingua incomprensibile. Jeremy capisce che la ragazza è posseduta da un'entità misteriosa che cerca in qualche modo di aiutarli, pertanto Ulrich e gli altri si danno da fare per proteggerla dagli attacchi di XANA. Alla fine l'entità si rivela essere Franz Hopper. |
| 25 (51) | Révélation                | La scoperta della verità   | 8 febbraio 2006   | 29 marzo 2010   | Grazie al codice di cifratura ottenuto nell'episodio precedente, Jeremy riesce a trovare il modo di decrittare il diario di Franz Hopper, cosa che dovrebbe permettergli di programmare un antivirus per Aelita. La missione per reperire il materiale necessario alla decrittazione è complicata da uno spettro polimorfo che XANA invia direttamente su Lyoko e che assume le sembianze prima dell'avatar di Odd e poi di quello di Ulrich. Alla fine, tutto si risolve per il meglio e, analizzando il diario, viene fatta una scoperta sconvolgente: Hopper, anni addietro, si era virtualizzato su Lyoko assieme alla figlia, che non è altri che Aelita. |
| 26 (52) | Réminiscence              | Missione finale            | 8 febbraio 2006   | 30 marzo 2010   | Si avvicina il ballo di fine anno, e alla Kadic fervono i preparativi. Nel mentre, analizzando il diario, i ragazzi scoprono che Franz Hopper aveva creato Lyoko e XANA su ordine di un'organizzazione segreta che voleva servirsene a scopi militari, e che temendo di venire ucciso aveva deciso di virtualizzarsi assieme alla figlia seppellendo tutte le prove del progetto. Si scopre inoltre che XANA non ha impiantato un virus dentro Aelita, ma al contrario ha preso qualcosa da lei, nello specifico una parte dei suoi ricordi, lasciandoli all'interno del Nucleo. Aelita è sconvolta, soprattutto quando capisce che il motivo per cui XANA ha inviato contro di lei lo Scyphozoa era per rubarle la chiave di matrice che suo padre ha messo dentro di lei, e che permetterebbe all'intelligenza artificiale di circolare liberamente per la rete. Con molta fatica, Ulrich e gli altri riescono a troncare il legame tra Aelita e Lyoko, restituendole i ricordi della sua vita sulla Terra prima di raggiungere il mondo virtuale, ma ormai è troppo tardi: lo Scyphozoa recupera la chiave di matrice, e nel farlo uccide Aelita. L'intervento provvidenziale di Franz Hopper permette di salvare la vita di Aelita, ma nonostante ciò i ragazzi sentono di avere ben poche ragioni per festeggiare: ora che ha ottenuto il libero accesso ad internet, infatti, XANA è più potente che mai, e ormai spegnere il supercomputer sarebbe del tutto inutile. Al contrario, quello stesso computer rappresenta l'unico strumento che rimane a Jeremy e ai suoi compagni per poter continuare la lotta. |

## Terza stagione
| N°      | Titolo originale francese | Titolo italiano     | Prima TV Francia  | Prima TV Italia | Trama |
| ------- | ------------------------- | ------------------- | ----------------- | --------------- | --- |
| 1 (53)  | Droit au cœur             | Il cuore di Lyoko   | 9 settembre 2006  | 1º gennaio 2011 | Il nuovo anno scolastico non comincia sotto i migliori auspici: grazie alla chiave di matrice XANA può ora spostarsi liberamente attraverso la rete, e i ragazzi scoprono di essere stati messi in classi diverse; inoltre, il rapporto tra Ulrich e Yumi subisce un duro colpo quando questa sostiene che tra di loro non vi potrà mai essere nulla di più di una semplice amicizia. Odd cerca di rimediare al problema delle classi separate ricattando Jim e, anche se alla fine deciderà di tornare sui propri passi pentendosi della propria condotta, riesce comunque ad ottenere ciò che voleva. Indagando su come seguire il nemico attraverso Internet, i ragazzi scoprono una stanza segreta all'interno del nucleo, in cui viene rinvenuto il Cuore di Lyoko, che XANA tenta in tutti i modi di distruggere, così da privare i suoi nemici dell'unica arma contro di lui. Nella stessa occasione, Aelita rivela di aver acquisito un nuovo potere, grazie al quale potrà combattere a sua volta i mostri di XANA e non sarà più destinata a scomparire qualora venga sconfitta in battaglia. |
| 2 (54)  | Lyoko moins un            | Una gita da brivido | 16 settembre 2006 | 2 gennaio 2011  | Ottenendo l'accesso ad Internet XANA è diventato ancora più potente, abbastanza da poter controllare più persone contemporaneamente, e Yumi lo scopre a proprie spese quando tutta la sua classe viene posseduta durante una gita scolastica. Mentre William e Ulrich cercano di aiutarla, su Lyoko Aelita cade a sua volta sotto il controllo di XANA per colpa dello Schyphozoa, che dopo averla soggiogata la induce a digitare il Codice XANA nella torre principale del Settore Foresta, che viene completamente cancellato. |
| 3 (55)  | Raz de marée              | Onda anomala        | 23 settembre 2006 | 3 gennaio 2011  | XANA lancia un nuovo attacco al mondo reale, manipolando il cibo della scuola e tramutandolo in un enorme golem; inoltre, nello stesso momento, attiva una seconda torre nel Nucleo, con cui fa sollevare il livello del Mare Digitale per impedire ad Aelita di accedere alle torri e disattivarle. Dal momento che Odd e Ulrich sono impegnati contro il mostro, Aelita e Yumi devono cavarsela da sole. |
| 4 (56)  | Fausse piste              | Falsi indizi        | 30 settembre 2006 | 4 gennaio 2011  | Odd perde la testa per un tamagotchi, da lui chiamato Jean Pierre (come il preside), che però una notte gli viene rubato. Nella stessa notte, XANA si infiltra nei sistemi protetti di una fabbrica di armi, provocando un attacco hacker e facendo ricadere la colpa su Jeremy. Per una serie di equivoci, i due agenti segreti inviati ad indagare sull'accaduto scambiano i ragazzi per terroristi, per poi venire posseduti da XANA e tentare di distruggere il computer. Alla fine Odd scoprirà che a far sparire Jean Pierre sono stati proprio i suoi compagni, esasperati dal suo atteggiamento. |
| 5 (57)  | Aelita                    | Aelita              | 7 ottobre 2006    | 5 gennaio 2011  | Aelita comincia a fare dei sogni riguardanti Franz Hopper e inizia a pensare che il padre, dopo essersi apparentemente sacrificato per riportarla in vita, potrebbe essere ancora vivo. Ne parla con Jeremy, che però considera l'ipotesi inverosimile, così assieme a Odd decide di recarsi su Lyoko da sola per controllare di persona. Un nuovo attacco di XANA al Cuore di Lyoko ritarda l'operazione, ma analizzando più tardi i dati raccolti da Aelita, Jeremy capisce che l'amica aveva ragione: Franz Hopper è vivo. |
| 6 (58)  | Le prétendant             | L'inganno di XANA   | 14 ottobre 2006   | 6 gennaio 2011  | Johnny, il migliore amico di Hiroki, si è infatuato di Yumi, e chiede consiglio a Ulrich su come fare per conquistarla. Invece di dissuaderlo, Ulrich sceglie di divertirsi un po' alle sue spalle suggerendogli di stare sempre vicino a Yumi per attirarne l'attenzione, anche se questo finisce per creare situazioni spiacevoli tra lei e Johnny. Poco dopo, XANA lancia un nuovo attacco servendosi di uno stormo di corvi che mette Yumi in serio pericolo, ma quando gli altri si recano su Lyoko per disattivare la torre capiscono troppo tardi che si è trattato di un inganno di XANA per poter controllare nuovamente Aelita e spingerla a distruggere un altro settore: stavolta, a scomparire è il Deserto. |
| 7 (59)  | Le secret                 | Il segreto          | 21 ottobre 2006   | 7 gennaio 2011  | William tenta a più riprese di corteggiare Yumi, la quale però puntualmente lo respinge reputandolo un ragazzo superficiale ed inaffidabile. Una mattina però, durante l'ennesimo attacco di XANA, che tenta di far saltare in aria la fabbrica controllando un artificiere, William dà prova di grande abilità e dedizione, contribuendo in maniera decisiva a sventare l'attacco. In virtù del coraggio dimostrato da William, Jeremy, Aelita, Odd e Ulrich propongono di farlo entrare nel gruppo, ma Yumi impone il proprio veto e il Ritorno al Passato cancella ogni traccia dell'accaduto. |
| 8 (60)  | Tarentule au plafond      | Un tocco di follia  | 1º novembre 2006  | 8 gennaio 2011  | Durante una missione nel Nucleo, Odd e Ulrich vengono colpiti da un nuovo attacco delle mante, in conseguenza del quale la loro percezione di Lyoko e del Mondo Reale risulta invertita. Infatti sulla Terra credono di essere su Lyoko e credono che le persone intorno a loro siano i mostri di XANA viceversa su Lyoko credono di essere sulla Terra e che i mostri di XANA siano i loro compagni e gli insegnanti di scuola. Presi per pazzi, i due ragazzi vengono rinchiusi in un ospedale psichiatrico. Fortunatamente Yumi riesce a farli uscire dall'ospedale e portarli su Lyoko seppur a fatica e con numerose difficoltà riesce a portarli in una Torre di Lyoko in cui Jeremy li libera dagli effetti dell'attacco delle mante facendoli tornare in sè per poi sventare l'ennesimo attacco di XANA. |
| 9 (61)  | Sabotage                  | Sabotaggio          | 2 novembre 2006   | 9 gennaio 2011  | Il supercomputer viene manomesso dal giardiniere della Kadic posseduto da XANA, e questo pregiudica le capacità di combattimento del gruppo. L'unico modo per rimettere a posto le cose è sostituire le parti danneggiate e riavviare il sistema, ma l'operazione è ostacolata dall'ispezione mensile delle stanze che costringe Jeremy a stare lontano dalla fabbrica per poter riordinare la propria. Alla fine, per riuscire a ottenere abbastanza potenza nel supercomputer e fermare allo stesso tempo un nuovo attacco di XANA, i ragazzi sono costretti a sacrificare il Settore Ghiaccio, che viene distrutto. Jeremy dice ai Guerrieri Lyoko che dovrà trovare un modo per virtualizzarli direttamente nel quinto settore, dato che resta solo il Settore Montagna. |
| 10 (62) | Désincarnation            | Crisi d'identità    | 3 novembre 2006   | 10 gennaio 2011 | Jeremy sviluppa un programma in grado di materializzare i suoi compagni direttamente nel Nucleo senza bisogno di transitare da uno degli altri quattro settori, e Ulrich, i cui risultati scolastici ultimamente sono in caduta libera, viene selezionato per testarlo. Inizialmente il test sembra finire con un incidente dalle conseguenze tragiche, ma ben presto si scopre che l'esperimento ha trasformato Ulrich in una sorta di fantasma, dotandolo inoltre delle stesse capacità proprie degli spettri polimorfi. Mentre Jeremy e Aelita cercano la soluzione al problema, Ulrich decide di servirsi di queste sue momentanee capacità per possedere Jim ed evitare la bocciatura durante il consiglio scolastico. |
| 11 (63) | Triple sot                | Tre volte Odd       | 6 novembre 2006   | 11 gennaio 2011 | Odd è depresso, poiché non essendo dotato come i suoi compagni di poteri speciali il suo rendimento di guerriero risulta essere ben inferiore rispetto a quello degli altri. Per tentare di risollevargli il morale, Jeremy crea per lui il potere del Teletrasporto, ma durante il test di collaudo il programma, pur funzionando, dà vita a tre differenti cloni di Odd. Poco dopo, XANA attacca nuovamente il collegio scagliandovi contro una nube tossica capace di pietrificare chiunque tocchi, e a venirne colpito è anche uno dei tre Odd. |
| 12 (64) | Surmenage                 | Un Jeremy di troppo | 7 novembre 2006   | 12 gennaio 2011 | I ragazzi sono ormai esausti per i continui attacchi di XANA, e per ovviare alla situazione Aelita suggerisce di reclutare William come nuovo Guerriero, ma ancora una volta la proposta trova contraria Yumi. Quando però XANA attacca nuovamente, riuscendo a far distruggere ad Aelita il Settore Montagna, ancora una volta William combatte al fianco dei suoi compagni, riuscendo ad evitare l'espulsione a Yumi e vincendo così la reticenza della ragazza. William viene quindi accolto nel gruppo. |
| 13 (65) | Dernier round             | Round finale        | 8 novembre 2006   | 13 gennaio 2011 | Alla Kadic si tiene un importante torneo di skateboard a cui partecipa anche Odd; nello stesso momento Ulrich riceve la visita di suo padre, che gli impone un confronto faccia a faccia dopo l'ultima disastrosa pagella, Jeremy è bloccato con Milly e Tamia, le giornaliste della scuola, mentre Yumi è bloccata in casa dal fratello Hiroki. Così, quando XANA lancia l'attacco finale contro il Cuore di Lyoko, l'unica soluzione per Aelita è andarci con William, ma durante la missione il ragazzo viene attaccato dallo Schypozoa cadendo sotto il controllo di XANA. Nonostante l'arrivo del resto del gruppo, William riesce a distruggere il Cuore, scomparendo assieme a quanto resta di Lyoko. Stavolta sembra che XANA abbia davvero vinto, ma forse non tutto è perduto. Dai meandri della rete, infatti, un messaggio proveniente da Franz Hopper riaccende le speranze. |

## Quarta stagione
| N°      | Titolo originale francese   | Titolo italiano           | Prima TV Francia  | Prima TV Italia  | Trama |
| ------- | --------------------------- | ------------------------- | ----------------- | ---------------- | --- |
| 1 (66)  | Renaissance                 | Il ritorno di William     | 13 agosto 2007    | 15 febbraio 2011 | Utilizzando i dati forniti da Franz Hopper, Jeremy e Aelita riescono a ricostruire Lyoko, nel quale ora è presente solo il quinto settore. Subito dopo, William viene devirtualizzato, e sembra perfettamente normale. Si presenta a scuola, per la gioia di Yumi e il disprezzo di Ulrich. Sissi decide di entrare a far parte del giornalino ufficiale del Kadic, entrando nella stanza di Aelita e intervistandola. Viene fermata da William, che rapisce Aelita e la porta nel quinto settore e in quello che era il Settore Deserto. Il suo intento è di gettare Aelita nel mare digitale, in modo che rimanga virtualizzata per sempre. William infatti è stato reso schiavo da XANA che lo controlla senza dover fare uso delle torri infatti quando Lyoko è stato distrutto XANA ha salvato William legandolo a sè rendendo permanente il suo controllo su di lui donandogli poteri enormi e pieno comando dei suoi mostri che William può usare come cavalcature e mezzo di trasporto. Odd riesce a fermarlo, ma William si tuffa nel mare digitale tornando dal suo maestro XANA stesso. Jeremy spiega agli altri che questa è una nuova strategia di XANA, e consiglia loro di stare attenti. |
| 2 (67)  | Mauvaise réplique           | Doppio gioco              | 14 agosto 2007    | 16 febbraio 2011 | Per compensare l'assenza di William, che è sotto il controllo di XANA, Jeremy mette a punto la progettazione di un nuovo equipaggiamento per i suoi amici e si prepara a ricreare il resto di Lyoko, ripristinando tutti i settori. Al fine di avere abbastanza tempo per fare questo, egli attiva una torre e la usa per creare un clone di se stesso, in modo che possa frequentare le lezioni al suo posto. Nel frattempo, l'assenza di William sta attirando l'attenzione, sia del direttore che del padre. Mentre il clone di Jeremy si trova fuori con Jim, William appare a Lyoko e cerca di mettere la torre sotto il controllo di XANA. Al fine di conservare il suo clone, Jeremy attira più forza ed energia dal quinto settore per mantenere la torre attiva. Alla fine l'energia si esaurisce, e la torre passa sotto il controllo di XANA. Mentre Odd cerca di fermare il clone di Jeremy, Aelita, Yumi e Ulrich vanno su Lyoko con nuovi abiti e armi e abilità molto più forti. Alla fine Aelita riesce a disattivare la torre. William minaccia Yumi di farla cadere nel mare digitale, ma prima di farlo torna in sé. Yumi è salvata da Odd all'ultimo secondo. Jeremy poi fa un ritorno al passato e crea un clone di William per evitare qualsiasi sospetto circa la sua assenza. |
| 3 (68)  | Première partie             | Talenti cercasi           | 30 agosto 2007    | 11 febbraio 2011 | Chris Morales, batterista dei Subdigitals e nipote di Jim, va a far visita al Kadic per cercare un atto di apertura per il successivo concerto della band. Ognuno viene chiamato a provare, e Aelita risulta essere la persona che Chris sta cercando. Tuttavia, Chris non si rende conto di chi sia veramente Aelita, e un clone di XANA di lui complica solo le questioni, sequestra Aelita e la manda su Lyoko. Jim e Chris si impegnano personalmente nella ricerca di Aelita, e finiscono per combattere il clone, mentre il resto del gruppo cerca di disattivare la torre. Dopo che la minaccia è finita, Jeremy esegue un ritorno al passato, in modo che Jim e Chris non ricordino nulla. Dopo aver fatto ciò, egli fornisce personalmente a Chris alcuni demo CD di Aelita. |
| 4 (69)  | Double foyer                | La sala ricreativa        | 15 agosto 2007    | 12 febbraio 2011 | Alla scuola Kadic c'è una nuova sala ricreativa, e il clone di William è messo a capo di questa. Nel frattempo, Jeremy ha sviluppato un programma per far tornare indietro il vero William, che è intrappolato su Lyoko. Tuttavia, i malfunzionamenti del programma e bug nella torre consentono a XANA di prendere controllo di essa mentre Aelita non può disattivarla. Mentre il clone di William si scaglia contro il gruppo, il vero William è su Lyoko e cerca di mantenere la torre sotto il controllo di XANA. Jeremy riesce a riparare la torre in tempo in modo che Aelita possa disattivarla, ripristinando il clone sotto il suo comando. Viene effettuato un ritorno al passato per cancellare i ricordi indesiderati del comportamento di William a scuola, e il gruppo elegge Sissi come capo della sala ricreativa. |
| 5 (70)  | Skidbladnir                 | A gonfie vele             | 16 agosto 2007    | 13 febbraio 2011 | Il nuovo sommergibile virtuale, chiamato da Jeremy "sottomarino", è quasi completo. L'ultimo passo è un programma secondario che deve essere avviato entro le ore 16:00 del giorno successivo. Tuttavia, quando Aelita e Jeremy rimangono alzati fino a tardi per impostare il programma, vengono scoperti e viene data loro una punizione. Nel frattempo, William coglie l'occasione per attaccare la nave incompleta, costringendo Yumi ad avviare il supercomputer in assenza di Jeremy. Odd e Ulrich sono in grado di gestire la situazione, ma Jeremy e Aelita riescono a sgattaiolare fuori in tempo per aiutarli. Aelita respinge William con un attacco massiccio, consentendo a Jeremy di completare il sommergibile in tempo. È poi battezzato Skidbladnir, soprannominato "la Skid" da Odd, come la nave norvegese presente nei racconti che Waldo Schaeffer leggeva ad Aelita quando era piccola. |
| 6 (71)  | Premier voyage              | Negli abissi della rete   | 17 agosto 2007    | 14 febbraio 2011 | La banda riesce a convincere Jeremy a far testare loro la Skid. Durante questa prova, si presentano alcuni bug nel sistema di navigazione, lasciando il gruppo bloccato nel mare digitale. Jeremy corre nella sua stanza per andare a prendere i programmi di backup, ma dimentica che è la giornata delle prove antincendio e si imbatte in diversi insegnanti, alla fine è costretto a scalare il tetto per raggiungere la sua stanza. Nel frattempo, la Skid s'imbatte in un altro Lyoko e viene attaccata da due mostri simili ad anguille. Jeremy è in grado di riparare il sistema di navigazione e portare i suoi amici a casa, dopodiché ipotizza che la replica di Lyoko sia stata creata da XANA sulla base dei ricordi che aveva rubato ad Aelita nell'ultimo episodio della seconda stagione. Jeremy si chiede come abbia intenzione di usarla. |
| 7 (72)  | Leçon de choses             | Scambio di ruoli          | 20 agosto 2007    | 17 febbraio 2011 | Jeremy decide di insegnare a Odd, Ulrich e Yumi come utilizzare il supercomputer in caso lui o Aelita non abbiano la possibilità di farlo, dato che sono gli obiettivi preferiti di XANA. Durante la lezione, Jeremy è attaccato da uno dei cloni polimorfi inviati da XANA, lasciando gli altri soli ad operare con il supercomputer senza aiuto. Aelita è al provino finale con i Subdigitals, in competizione con altri due candidati, e quindi non può essere contattata. A peggiorare le cose, il clone va a cercarla dopo aver affrontato Jeremy. Utilizzando quello che hanno imparato da Jeremy, gli altri sono in grado di salvare Aelita e disattivare la torre senza il suo aiuto. Aelita è anche scelta come vincitrice dell'audizione. |
| 8 (73)  | Réplika                     | Due ficcanaso di troppo   | 21 agosto 2007    | 19 febbraio 2011 | Il gruppo si reca in una delle repliche di Lyoko create da XANA nel mare digitale. Una discussione tra Aelita e Odd porta inavvertitamente Nicolas e Hervé nella fabbrica, dove Jeremy è costretto a distrarli mentre il gruppo esplora la replica del Settore Foresta. Sulla Replika, William ed una coppia di Megatanks arrivano a distruggere la Skid, la cui distruzione taglia il gruppo fuori dalla supercomputer. Odd e Aelita rifiutano di lavorare insieme appena arrivati, ma alla fine risolvono le loro differenze e portano giù William. Jeremy ipotizza che un altro supercomputer stia controllando la Replika, e al fine di sbarazzarsi di esso dovrà trovare un modo per materializzare i suoi amici alla posizione del supercomputer. |
| 9 (74)  | Je préfère ne pas en parler | Un coraggio inaspettato   | 22 agosto 2007    | 20 febbraio 2011 | Il gruppo si rivolge a Jim per allenarsi in modo da essere meglio preparati a combattere contro XANA. Tuttavia, le cose vanno male quando XANA possiede un cinghiale con il quale cerca di attaccarli, costringendoli a mettere in pratica la loro formazione per evitarlo. Inoltre, XANA invia William e un gruppo di Mante ad attaccare il nucleo di Lyoko. Jeremy rimane indietro per aiutare Jim, mentre gli altri respingono l'attacco. Jeremy rischia la vita per salvare Jim quando entrambi incontrano il loro attaccante in una grotta, e Aelita disattiva la torre in tempo per salvarli entrambi. |
| 10 (75) | Corps céleste               | Pioggia di meteore        | 23 agosto 2007    | 18 febbraio 2011 | Quando una cometa passa vicino alla Terra, XANA usa un satellite militare attrezzato con un laser per dividerla in pezzi, e far cadere la maggior parte di essi sulla fabbrica. Aelita, Odd e Ulrich stanno esplorando il mare digitale, e XANA li intrappola con un firewall per impedire loro di fermare l'attacco. Nel frattempo, Yumi è bloccata a scuola e, quando viene informata dell'attacco, lavora per evacuare la scuola. Jeremy dice a Yumi di collegare il suo computer portatile ad un'antenna, di sfruttare il satellite militare e distruggere la cometa, e lei lo fa con l'aiuto di Hiroki e Johnny. Tuttavia, XANA gli impedisce di completare l'impresa. Incapace di fermare l'attacco, Aelita si accorge che XANA è più interessato a prenderla come prigioniera che al supercomputer, e si fa devirtualizzare. Dopo aver indovinato, osserva come XANA distrugge la cometa e interrompe l'attacco di sua iniziativa. |
| 11 (76) | Le lac                      | Il mostro del lago        | 24 agosto 2007    | 21 febbraio 2011 | Jeremy, Aelita, Ulrich e Odd vanno con il resto della loro classe di scienze in gita su un'isola nel mezzo di un lago vicino per studiare la vita vegetale acquatica. Yumi, non essendo parte della classe, resta per preparare due importanti esami. I timori di Jeremy circa un attacco di XANA in un momento così poco opportuno si realizzano, quando XANA crea un mostro di sabbia che attacca chiunque si avvicini alla riva. Yumi è costretta ad andare su Lyoko da sola. Combatte William, e durante la loro lotta riesce a raggiungere la sua vera personalità. Mentre XANA riesce presto a riprendere il controllo di William, Yumi viene salvata da Aelita, che è arrivata al laboratorio utilizzando la bicicletta di Sissi. Aelita è in grado di disattivare la torre e Yumi sostiene che un giorno potranno riportare William a casa. Un ritorno al passato salva la classe dalla folgorazione. |
| 12 (77) | Torpilles virtuelles        | Il diario di Yumi         | 27 agosto 2007    | 22 febbraio 2011 | Hiroki ruba il diario di Yumi e Ulrich lo trova. Nel frattempo, in un nuovo tentativo di liberare William dalle grinfie di XANA, Jeremy crea un programma per trovare William nel mare digitale. Quando carica il programma per la Skid, il sonar si rivela buggato, costringendo il gruppo a tornare su Lyoko. Quando i Kongre interrompono il loro ritorno, Yumi viene bloccata, e si perde nel mare digitale. Il tentativo di XANA di sfruttare questo allarma Jeremy, che dirige i suoi amici da Yumi. Dopo aver combattuto i Kongre e William, che ha la sua nave per viaggiare nel Mare Digitale, tornano sulla Terra. Per aiutare Hiroki a chiedere scusa a sua sorella maggiore, Ulrich restituisce segretamente il diario. |
| 13 (78) | Expérience                  | Una grave dimenticanza    | 28 agosto 2007    | 23 febbraio 2011 | Jeremy ha perfezionato il suo processo di "teletrasporto", che gli permette di mandare i suoi amici nell'esatta posizione in cui si trova il supercomputer di XANA nel mondo reale per distruggerlo. Lo utilizza prima su Odd e Aelita, per inviarli al laboratorio nella foresta contenente il supercomputer. Durante l'esplorazione, essi scoprono che XANA sta costruendo ragni cibernetici con l'aiuto di un team di scienziati posseduti da lui stesso. Prima di poter distruggere il supercomputer, però, William riesce a interrompere il loro collegamento con il mondo reale, riportandoli a Lyoko nel bel mezzo della loro missione. Intanto, Yumi è arrabbiata con Ulrich perché ha dimenticato il suo quindicesimo compleanno, così Odd promette di comprare un regalo a Yumi per lui, perché Ulrich è in detenzione e non può uscire. |
| 14 (79) | Arachnophobie               | Una scommessa impossibile | 29 agosto 2007    | 24 febbraio 2011 | Non essendo riusciti a distruggere il supercomputer di XANA nel precedente episodio, il gruppo si propone di finire il lavoro. Nel frattempo, siccome Odd continua a vantarsi, Ulrich lo sfida a non farlo per 24 ore. Tuttavia, le circostanze lo mettono costantemente sotto i riflettori: alla fine sconfigge William da solo e distrugge il supercomputer nel mondo reale. Odd si convince che essere un millantatore è qualcosa di cui essere orgogliosi. |
| 15 (80) | Kiwodd                      | Cosa succede a William?   | 29 agosto 2007    | 25 febbraio 2011 | Odd cerca di portare Kiwi su Lyoko, ma finisce per assorbirlo dentro di sé. Come risultato, Odd lentamente comincia ad assumere le caratteristiche di un cane, come ad esempio una maggiore sensibilità all'odore. Mentre Jeremy lavora per separare Odd e Kiwi, XANA possiede una gang di motociclisti per attaccare Yumi. Quando Ulrich e Aelita arrivano su Lyoko, si trovano a confrontarsi con William e tre Tarantule. Jeremy riesce a dividere Odd e Kiwi mentre Aelita disattiva la torre. |
| 16 (81) | Oeil pour oeil              | L'animo buono del clone   | 30 agosto 2007    | 26 febbraio 2011 | Jeremy ha sviluppato un programma per rendere il clone di William più intelligente, ma la curva di apprendimento è ancora problematica, in quanto cerca di gettare un bicchiere in aria da una forchetta imitando Odd. Milly e Tamiya, dopo aver origliato la conversazione del gruppo circa il clone, decidono di parlare con lui personalmente. Il clone rivela tutto a loro, poiché non gli è mai stato detto di mantenere il segreto, e le porta anche alla fabbrica. Nel frattempo, Jeremy prevede una missione per la prossima Replika, una copia del Settore Deserto. Durante il viaggio, William esce da uno scanner e cerca di distruggere il supercomputer. Con l'aiuto di Milly, Tamiya, e del clone di William, viene sconfitto, e un ritorno al passato mantiene Milly e Tamiya all'oscuro del supercomputer. |
| 17 (82) | Mémoire blanche             | La trappola di XANA       | 30 agosto 2007    | 27 febbraio 2011 | È tempo di vacanza al Kadic e ognuno è diretto a casa. Aelita, tuttavia, non ha una casa dove andare. Mentre veglia su Lyoko, riceve un messaggio da Franz Hopper, che ha costruito una bolla di simulazione della loro casa di montagna a Lyoko. Sebbene felice di vedere suo padre, Aelita scopre rapidamente che l'intera cosa è un trucco di XANA: suo padre è solo un'illusione nella bolla di simulazione su Lyoko. William la sta aspettando per buttarla nel mare digitale. Tuttavia, lei fugge, e William la segue. Il resto del gruppo, essendo stato in grado di contattare Aelita, la segue su Lyoko, ma non riescono a bloccare William, che riesce a farla cadere nel mare digitale. Quando sembra che Aelita sia davvero finita, viene sollevata dal mare dal vero Franz Hopper, che si è manifestato come una bolla blu galleggiante con un'aura rosa. Dopo averla riportata su Lyoko, ritorna nel mare digitale. |
| 18 (83) | Superstition                | Che sfortuna!             | 8 settembre 2007  | 28 febbraio 2011 | Dopo che Odd rompe uno specchio, viene preso di mira dalla sfortuna, anche su Lyoko. Un bug nel suo avatar virtuale si diffonde a Yumi e Aelita, causando pause fastidiose e devirtualizzazione immotivata nella copia del Settore Deserto. Nel frattempo, presso il supercomputer della Replika, XANA materializza alcuni Kankrelats nel mondo reale per fermare Ulrich e Yumi. Nonostante il bug, la loro missione per distruggere la Replika di XANA ha successo. Poco dopo, la fortuna di Odd ritorna. |
| 19 (84) | Missile guidé               | Missile teleguidato       | 15 settembre 2007 | 1º marzo 2011    | Jeremy vince un concorso per volare su un jet da combattimento armato, a cui Odd l'aveva fatto iscrivere. Tuttavia, poco prima del decollo, XANA possiede il jet e lo invia per distruggere la fabbrica e uccidere Jeremy. Intanto, Aelita, Odd, Ulrich e Yumi continuano a lottare contro William, che li devirtualizza uno ad uno nel suo tentativo di gettare Aelita nel mare digitale. Ulrich fa un combattimento diretto contro William e intanto Aelita disattiva la torre. Poco prima della distruzione della fabbrica viene lanciato un ritorno al passato, e Odd ha la possibilità di viaggiare nel jet presentandosi col nome di Jeremy. |
| 20 (85) | La belle de Kadic           | Il tradimento di Odd      | 22 settembre 2007 | 2 marzo 2011     | Quando Brynja Heringsdötir, l'amica di penna di Sissi, arriva alla scuola dall'Islanda, tutti i ragazzi vanno in deliquio per lei, facendo ingelosire Sissi. Quando Brynga si interessa a Odd, egli finisce per mostrarle il supercomputer. Mentre è lì, causa problemi con il computer, creando un glitch in un programma che Jeremy stava installando: ogni virtualizzazione avviene nel settore sbagliato e la materializzazione risulta impossibile. Questo diventa ancora più problematico quando Aelita è da sola su Lyoko e deve combattere William. Quando è costretto a scegliere tra i suoi amici e il suo nuovo interesse amoroso, Odd rimane inizialmente con lei, ma poi decide che i suoi amici sono più importanti. A Brynja non è stato detto nulla circa la finalità del supercomputer, né sembra che lei ne sia interessata, quindi i ragazzi non hanno bisogno di effettuare un ritorno al passato prima che Brynja lasci la scuola. |
| 21 (86) | Kiwi superstar              | L'enigma canino           | 29 settembre 2007 | 3 marzo 2011     | Odd è costretto a tenere Kiwi nella fabbrica perché si comporta molto male con tutti i membri del gruppo. XANA prende possesso del robot Kiwi Due creato da Jeremy, trasformandolo in un esercito di cani da attacco autoreplicanti. I cani attaccano Yumi e Ulrich, oltre a tanti altri bambini, durante la lezione di Pencak Silat di Jim. Alla fine, Aelita disattiva la torre e un ritorno al passato cancella il ricordo dell'incidente. Il gruppo decide che il Kiwi reale non è poi così male, dopo tutto. |
| 22 (87) | Planète bleue               | Stranezze spaziali        | 6 ottobre 2007    | 4 marzo 2011     | A causa di un controllo a sorpresa del dormitorio, Odd deve convincere Yumi a tenere Kiwi a casa sua. Jeremy, nel frattempo, ha individuato la successiva Replika, una copia del quinto settore. Il supercomputer è situato su una stazione spaziale di nuova costruzione in orbita intorno alla Terra. Mentre Odd e Yumi cercano di disattivarlo, Aelita e Ulrich devono proteggere la Skid, che rischia di essere distrutta. Inoltre, il supercomputer è custodito da un trio di sfere galleggianti appuntite che possono fondere il metallo. Alla fine, Odd disabilita il supercomputer rompendo alcuni tubi di raffreddamento nella camera e danneggiandolo utilizzando l'acqua. Per tutto il tempo, il padre di Yumi, Takeo, si è divertito con Kiwi, e Odd e Yumi sono molto sorpresi. |
| 23 (88) | Cousins ennemis             | Cugini di secondo grado   | 13 ottobre 2007   | 5 marzo 2011     | Patrick Belpois, cugino di Jeremy, si iscrive al Kadic. Jeremy non è del tutto felice, dal momento che Patrick è "super cool" rispetto a lui. Scoperta un'altra Replika, Jeremy e i suoi amici hanno in programma una missione per distruggerla, e lasciano Sissi con Patrick. Lei cerca di convincerlo a lasciare che Hervé frughi negli archivi informatici di Jeremy. Hervé scopre i documenti falsi di Aelita e il programma della Skid in esecuzione, e i suoi sforzi per decifrare i documenti di Jeremy inavvertitamente riducono il potere della Skid. Inoltre, XANA possiede Hervé e Sissi, che causano ancora più danni. Jeremy, nel frattempo, deduce che è il suo computer che ha causato il danno, e torna a scuola, cercando di fermarli insieme a Patrick. Una volta che l'attacco è terminato, Jeremy e Aelita eseguono un ritorno al passato per rimediare al danno causato. La seconda volta, Jeremy apprezza di più suo cugino, dal momento che i due hanno collaborato bene insieme. Patrick, però, torna alla sua scuola. |
| 24 (89) | Il est sensé d'être insensé | La musica di XANA         | 20 ottobre 2007   | 6 marzo 2011     | Il primo concerto di Aelita con i Subdigitals sta per iniziare, ma la paura del palcoscenico di Aelita minaccia di avere la meglio su di lei. Odd, nel frattempo, deve trovare un biglietto in più, così da poter portare una ragazza con lui. Quando il concerto inizia, c'è un attacco di XANA, che possiede Sophia per rapire Aelita. Egli possiede anche Milly e Tamiya per avere ulteriore aiuto. Mentre Ulrich combatte le due giornaliste, gli altri lavorano per disattivare la torre, il tutto mentre si sente in sottofondo la musica dei Subdigitals. Una volta che la minaccia è finita, Jeremy attiva un ritorno al passato in modo che Aelita non perda il concerto. |
| 25 (90) | Médusée                     | Rivelazioni pericolose    | 27 ottobre 2007   | 7 marzo 2011     | Aelita trova una foto di se stessa con Franz Hopper presso l'Hermitage, con una equazione matematica sullo sfondo. Jeremy scopre che il programma è una funzione di ripristino di Lyoko, qualcosa di non essenziale, ma comunque utile. Nel frattempo, Odd, nel tentativo di impressionare una ragazza nella fotografia di classe, inavvertitamente invia la foto di Aelita e Hopper a Sissi, che a sua volta la mostra al padre. Quando vengono convocati dal preside per avere delle spiegazioni su quella foto, Jeremy fa notare che Aelita avrebbe ventidue anni se fosse la persona della foto. I due vengono condannati alla detenzione in biblioteca prima di qualsiasi discussione ulteriore. Intanto, il preside è posseduto da XANA. Egli porta Aelita su Lyoko, dove lo Scyphozoa sta aspettando. Lo Scyphozoa prende possesso di lei e cerca di costringerla a dirigersi verso il mare digitale per buttarcisi dentro, ma Ulrich e Yumi arrivano per impedirle di farlo. Mentre combattono contro Aelita e i mostri, Jeremy utilizza il programma di ripristino per far uscire XANA da Aelita permettendole di disattivare la torre. Dopo aver eseguito un ritorno al passato, Aelita spiega che il suo vero cognome non è Hopper, ma Schaeffer (il nome indicato sulla cartella nei titoli di coda). Hopper è in realtà il nome da nubile di sua madre, Anthea. Inoltre, il supposto nome di Franz in realtà è il suo secondo nome, il suo nome in realtà è Waldo. Quando si trasferirono all'Hermitage, Franz cambiò il suo cognome e quello di Aelita in modo da iniziare una nuova vita. |
| 26 (91) | Mauvaises ondes             | Attacco mediatico         | 3 novembre 2007   | 8 marzo 2011     | Odd presenta uno dei suoi film, ma è infelice perché i suoi genitori stanno arrivando. Secondo lui, non hanno mai trovato un difetto in ciò che fa, fatto che trova fastidioso perché non viene trattato come un normale adolescente. XANA attacca, utilizzando l'antenna della scuola per diffondere un virus a tutti coloro che rispondono al telefono, facendoli diventare suoi schiavi. Tutti, tranne i guerrieri Lyoko e Sissi, che ha il cellulare rotto, vengono colpiti. Mentre Odd e Sissi si occupano della gente posseduta, i guerrieri Lyoko disattivano la torre nel Settore Montagna. Una volta lanciato il ritorno al passato, Odd proietta il suo video, che mostra tutti i momenti divertenti alla Kadic, con Sissi presentata sotto una luce positiva, come ringraziamento per la sua assistenza di poco prima. |
| 27 (92) | Sueurs froides              | Sudore freddo             | 3 novembre 2007   | 9 marzo 2011     | Quando un'immagine imbarazzante di Yumi viene stampata sul giornale del Kadic, lei crede che venga da Odd. Lui riesce a fare in modo che Ulrich si prenda la colpa, però questo causa tensioni tra lui e Yumi. Mettendo da parte questo, Jeremy imposta una missione per la prossima Replika, una copia del Settore Ghiaccio. Il supercomputer si trova in Siberia, dove XANA cresce cervelli per uno scopo sconosciuto. Odd e Yumi vengono inviati nel mondo reale per distruggerlo, solo che si trovano di fronte a William. Quando tenta di disattivare la torre, Aelita si rende conto che i dati che sta generando potrebbero essere utilizzati per liberare William. Dopo aver scaricato i dati necessari e invalidato William, tutto sembra essere impostato per distruggere la Replika. Tuttavia, XANA attinge forza dalle sue numerose Replike per creare un nuovo mostro: il Kolosso, una creatura simile a un enorme fuoco elementare con una spada per mano. Devirtualizza facilmente Aelita e Ulrich, e arriva a distruggere quasi la Skid. Con la consapevolezza che XANA ha centinaia di supercomputer al suo comando, Jeremy deve cambiare strategia. Nel frattempo, Yumi perdona Ulrich per l'immagine, e Odd ammette subito dopo il suo inganno. Yumi si vendica con entrambi, facendo stampare sul giornale un'immagine dei due mentre escono dalla doccia. Ulrich sapendo che tutto questo è successo a causa di Odd lo insegue furibondo nel cortile per suonarle al compagno. |
| 28 (93) | Retour                      | William torna a casa      | 3 novembre 2007   | 10 marzo 2011    | Jeremy prevede di progettare un sistema multi-agente per sconfiggere XANA, che hanno enormemente sottovalutato. Il sistema, tuttavia, è ancora in fase di sviluppo. Jeremy, intanto, ha capito come liberare William da XANA, ma ha bisogno di eseguire il suo programma direttamente dal supercomputer della Replika del Settore Ghiaccio. Nel frattempo, i genitori di William vanno a trovare il loro figlio, e lo strano comportamento del suo clone li insospettisce. Nella Replika, William e due Mante arrivano per cercare di bloccare la traduzione. Tuttavia, le Mante vengono rapidamente distrette da Yumi e Ulrich. William salta poi nel vuoto digitale e torna con il Kolosso. Jeremy utilizza alcuni nuovi trucchi per fermare il Kolosso, permettendo ad Aelita e Odd di raggiungere il supercomputer senza preoccupazione. Ad aspettarli nella stanza del supercomputer, però, c'è un esercito di droni robotici che complica le cose e de-traduce Odd. Con molto impegno, Aelita è in grado di eseguire il programma per liberare William prima di essere anche lei de-tradotta, ma la vittoria ha un costo: se William si salva, la Skid viene distrutta dal Kolosso con Aelita dentro. La ragazza, però, viene devirtualizzata prima della definitiva distruzione della Skidbladnir. Sulla Terra, William è in grado di prendere il posto del suo clone, per tranquillizzare i suoi genitori. Ulrich, nel frattempo, ha a che fare, ancora una volta, con l'affetto romantico di William per Yumi.                                                                                  |
| 29 (94) | Contre-attaque              | L'ultima battaglia        | 10 novembre 2007  | 11 marzo 2011    | Con la Skid distrutta e un'enorme quantità di Replike di XANA ingestibili, Jeremy continua a lavorare al suo sistema multi-agente. Nel frattempo, Aelita ha degli incubi, nei quali vede suo padre mentre viene ucciso da XANA. Jeremy viene contattato da Franz Hopper, che organizza un incontro su Lyoko. William vuole aiutarli, ma tutti tranne Aelita sono un po' preoccupati e non sanno se fidarsi di nuovo di lui. William è quindi lasciato in laboratorio con Jeremy. Dopo l'incontro, Franz trasmette i dati necessari per completare il sistema multi-agente di Jeremy. Tuttavia, XANA non è disposto a rinunciare senza lottare: attivando una torre possiede William, ancora una volta invia il Kolosso per affrontare Franz. Yumi si devirtualizza volentieri per combattere William mentre gli altri proteggono Franz. Una volta che Franz ha terminato la trasmissione dei dati, Aelita e Odd si recano nel quinto settore per finire il programma. Ulrich, nel frattempo, riesce a sconfiggere il Kolosso, ma il suo cadavere cade su Ulrich, devirtualizzandolo all'istante. Tuttavia, sorge un problema: i requisiti energetici sono troppo grandi. L'incubo di Aelita si realizza quando Franz decide di sacrificare se stesso per alimentare il programma. Così facendo XANA è spazzato via completamente. Anche se si tratta di una grande vittoria per il gruppo, essi decidono di non festeggiare a causa della perdita di Franz Hopper. |
| 30 (95) | Souvenirs                   | Ultimo atto               | 10 novembre 2007  | 12 marzo 2011    | Avendo completato la loro missione, i membri del gruppo hanno alle spalle tutti i loro bei ricordi di Lyoko. Sissi, nel frattempo, posiziona un dispositivo di tracciamento su Ulrich, al fine di scoprire il loro segreto. Quando arriva il momento di spegnere il supercomputer, tutti (tranne Yumi) non sono disposti ad andare fino in fondo: Aelita è ancora speranzosa di salvare suo padre in qualche modo, Jeremy non vuole spegnere il computer per paura di perdere i suoi amici, mentre a Odd e Ulrich piaceva essere eroi. Mentre meditano sulle loro missioni appassionate su Lyoko, Sissi trova il laboratorio, e apre il video-diario di Jeremy, che rivela tutte le loro avventure. Quando Sissi cerca disperatamente di spiegare tutto a suo padre, lui crede che sua figlia non stia bene, e la manda in infermeria. Un ritorno al passato risolve questo problema. Ulrich ferma Sissi mentre cerca di mettere il dispositivo di tracciamento su di lui, e il quintetto la invita a diventare un membro del gruppo. Ancora una volta al supercomputer, il gruppo decide all'unanimità di spegnerlo. |